# Mahmud Xah I Begra Gudjarati
Mahmud Xah I Begra (Baykara) Sayf-ad-Din (? - Ahmedabad el 23 de novembre de 1511) fou sultà de Gujarat. Era fill de Muhammad Xah II Karim Gudjarati i germanastre d'Ahmad Xah II Kutb al-Din Gudjarati. Va dur el làqab Sayf-ad-Din i fou conegut com a Begra, malnom mogolitzat més tard i erròniament com a Baykara. Begra podria derivar de beg, bei, amb el diminutiu gujarati -ra, així voldria dir "el petit bei", però hi ha altres teories.
Els nobles van proclamar sultà (1458) a Dawud Khan Gudjarati, però després se'n van penedir i al cap de set dies el van deposar i Fath Khan, de 13 anys, que era l'hereu inicialment designat, fou entronitzat com a Mahmud Xah. Va fer fracassar una conspiració per enderrocar-lo i va regnar amb gran encert durant 54 anys. Característiques d'aquest rei foren: el seu bigoti tan llarg que se'l podia nuar al clatell; la seva gran corpulència i gana; que estava immunitzat contra el verí per la ingestió de petites dosis progressivament; que va introduir nombrosos arbres fruiters al país; que protegia a les famílies dels seus soldats morts concedint terres com a jagirs especials pel seu manteniment, i els donava personalment el condol.
Va fer la guerra contra Malwa i va intervenir per impedir una temptativa d'aquest regne contra els dominis del sultà bahmànida menor d'edat Nizam Xah. El 1464 va donar suport a Uthman Khan de Jalor en la lluita per la successió i va facilitar l'extensió dels seus dominis al sud de Rajasthan estenent així l'islam, i li va donar el títol de Zubdat al-Mulk.
El 1465 un exèrcit de Gujarat va conquerir als seus reis hindús els forts de Bharot, Parnera i Daman (Damao); la colònia dels parsis a Sandjan fou destruïda. Entre 1467 i 1470 va vèncer als rajputs de Junagarh i els va arrabassar la fortalesa de Girnar; el raja va adoptar l'islam i Mahmud va embellir la ciutat de Junagarh, on va restar per un temps (fins a 1473), preparant la ciutat com a centre de difusió de l'islam cap a la península de Sorath, i la va rebatejar com Mustafabad; a la ciutat es van establir sayyids i teòlegs i s'hi va crear una fàbrica de moneda, sent convertida en capital de província (thanadar) designant com a fawjdar (governador general) a Djamal al-Din amb el títol de Muhafiz Khan.
Des de Mustafabad va dirigir dues expedicions el 1471 cap al Sind i el Kuchch, capturant als caps de bandits d'aquestes zones que foren enviats a Mustafabad per ser instruïts en l'islam. Després va atacar la vila santa hindú i el temple de Dwarka, perquè peregrins musulmans eren atacats per pirates que tenien com a base aquesta ciutat; Dwarka fou saquejada junt amb la veïna Bet.
Va retornar a Ahmedabad el 1473 i durant 9 anys no va fer cap gran expedició militar; va construir llavors una ciutat anomenada Mahmudabad a 30 km al sud-est d'Ahmedabad. El novembre del 1480 feia una visita a Mahmudabad quan hi va haver un intent de cop d'estat de palau per posar al tron al seu fill Ahmad, que fou sufocada mercès al seu wazir i a Muhafiz Khan, el governador de Mustafabad; se sospita que el mateix sultà va inspirar la conspiració per eliminar el seu fill Ahmad de la successió; el càrrec d'hereu presumpte va passar al seu fill Khalil.
Poc després (desembre del 1482) va iniciar la segona gran guerra contra un raja hindú, el de Campaner; la seva seu, la fortalesa de Pawagarh, fou assetjada durant quasi dos anys i finalment conquerida (estiu del 1484). El raja va refusar públicament acceptar l'islam i fou executat.
Mahmud, satisfet del clima de la ciutat de Campaner, s'hi va establir i la va fortificar i la va declarar nova capital amb el nom de Muhammadabad; s'hi va crear una fàbrica de moneda i va restar la capital fins al final del seu regnat.
Entre 1491 i 1494 un noble fugitiu de la cort bahmànida, Bahadur Gilani, es va establir a Dabhol i es va posar al capdavant d'una banda de pirates començant a atacar diversos ports com Khambayat i Mahim; finalment Mahmud va decidir atacar-lo per mar i va demanar l'ajut dels bahmànides per terra; en la lluita que va seguir Gilani va morir.
El 1498 Adil Khan II de Khandesh, després de diverses victòries sobre rajes hindús, es va declarar independent de Gujarat del que era tributari, i va deixar de pagar el tribut establert i en conseqüència Mahmud de Gujarat va envair el regne en direcció al riu Tapti i el va obligar a acceptar un acord honorable pel qual va pagar els tributs endarrerits. A la mort d'Adil Khan II el 28 de setembre de 1501, Gujarat fou un dels estats que van intervenir en les lluites successòries i va donar suport a Daud Khan. El 1508 Alam Khan, amb el suport de Berar i Ahmadnagar, fou proclamat sobirà de Khandesh. Gujarat s'hi va oposar i Mahmud Xah va envair el país en suport d'un altre Alam Khan, homònim per tant al seu rival, besnet de Malik Iftikar Hasan (fill del fundador de la dinastia farúquida, Malik Raja Ahmad). L'Alam Khan protegit de Gujarat va entrar a Thalner i Alam Khan protegit d'Ahmadnagar va fugir cap a Burhanpur (novembre-desembre del 1508). L'abril de 1509, derrotades les forces de Nizam Xah d'Ahmadnagar i les lleials al seu protegit Alam Khan, el seu homònim protegit per Gujarat fou entronitzat com Adil Khan III.
La influència dels portuguesos que amb Vasco de Gama van arribar a Calicut el 1498, s'havia estès en deu anys considerablement i el tràfic comercial marítim sobretot del port de Khambayat, afectava els gujaratis i als egipcis que no podien fer el comerç entre Egipte i l'Índia. El 1508 una flota gujarati dirigida per Malik Ayaz, governador de Junagarh (Mustafadabad), i una d'egípcia enviada pel sultà mameluc Qànsawh al-Ghawrí, es van unir i van enfrontar als portuguesos i els van derrotar a Cawi; Dom Lourenço d'Almeida fill del virrei portuguès Francisco d'Almeida va morir en la batalla; Francisco va prendre revenja amb una victòria fora del port de Diw (Diu) el febrer de 1509.
Mahmud va provar d'establir relacions amb els portuguesos però quan Albuquerque va saquejar Sindabur (Goa) massacrant als seus habitants (el port pertanyia als adilxàhides de Bijapur) va veure que una aliança seria mal vista pels hindús i musulmans i es va limitar a apaivagar els ànims, alliberant als presoners portuguesos i trencant la seva cooperació amb Egipte.
A la seva mort fou enterrat a Sarkhej. El va succeir el seu fill i hereu Khalil Khan com Muzaffar Xah II.